# Europees kampioenschap waterpolo mannen 2008
Het 28ste Europees kampioenschap waterpolo voor mannen vond plaats van 4 juli tot 13 juli 2008 in Málaga, Spanje. 12 teams namen deel aan het toernooi.
Debutant Montenegro versloeg in de finale, na verlengingen, Servië met 6-5.

## Voorronde

### Groep A
| Datum  | Tijd  | Land        | Land        | Uitslag | Periode           |
| ------ | ----- | ----------- | ----------- | ------- | ----------------- |
| 4 juli | 9:30  | Slowakije   | Griekenland | 3-12    | (1-2,1-3,0-2,1-5) |
| 4 juli | 19:30 | Hongarije   | Kroatië     | 10-9    | (2-1,3-3,2-1,3-4) |
| 4 juli | 21:00 | Spanje      | Montenegro  | 7-8     | (1-1,2-2,2-2,2-3) |
| 5 juli | 11:00 | Hongarije   | Slowakije   | 19-3    | (5-1,5-1,6-1,3-0) |
| 5 juli | 19:30 | Montenegro  | Griekenland | 11-10   | (4-3,1-4,3-1,3-2) |
| 5 juli | 21:00 | Spanje      | Kroatië     | 7-11    | (2-4,2-2,2-3,1-2) |
| 6 juli | 12:30 | Hongarije   | Griekenland | 8-3     | (3-2,2-1,1-0,2-0) |
| 6 juli | 18:00 | Kroatië     | Montenegro  | 7-6     | (2-0,2-1,0-3,3-2) |
| 6 juli | 21:00 | Slowakije   | Spanje      | 4-12    | (2-3,1-2,1-2,0-5) |
| 7 juli | 11:00 | Kroatië     | Slowakije   | 15-5    | (4-0,3-1,5-2,3-2) |
| 7 juli | 19:30 | Hongarije   | Montenegro  | 9-10    | (2-2,3-2,1-2,3-4) |
| 7 juli | 21:00 | Spanje      | Griekenland | 9-7     | (2-2,2-1,2-2,3-2) |
| 8 juli | 9:30  | Slowakije   | Montenegro  | 4-13    | (0-3,2-1,2-4,1-4) |
| 8 juli | 18:00 | Griekenland | Kroatië     | 10-10   | (1-0,2-3,3-3,4-4) |
| 8 juli | 21:00 | Hongarije   | Spanje      | 8-7     | (2-1,2-3,2-1,2-2) |

| Groep A |             |             |             |             |             |            |            |            |        |
| #       | Land        | Wedstrijden | Wedstrijden | Wedstrijden | Wedstrijden | Doelpunten | Doelpunten | Doelpunten | Punten |
| #       | Land        | G           | W           | G           | V           | V          | T          | Saldo      | Punten |
| 1       | Montenegro  | 5           | 4           | 0           | 1           | 48         | 37         | +11        | 12     |
| 2       | Hongarije   | 5           | 4           | 0           | 1           | 54         | 32         | +22        | 12     |
| 3       | Kroatië     | 5           | 3           | 1           | 1           | 52         | 38         | +14        | 10     |
| 4       | Spanje      | 5           | 2           | 0           | 3           | 42         | 38         | +4         | 6      |
| 5       | Griekenland | 5           | 1           | 1           | 3           | 42         | 41         | +1         | 4      |
| 6       | Slowakije   | 5           | 0           | 0           | 5           | 19         | 71         | -52        | 0      |

### Groep B
| Datum  | Tijd  | Land      | Land      | Uitslag | Periode           |
| ------ | ----- | --------- | --------- | ------- | ----------------- |
| 4 juli | 11:00 | Macedonië | Roemenië  | 10-6    | (3-1,3-3,3-2,1-0) |
| 4 juli | 12:30 | Servië    | Duitsland | 17-5    | (2-1,5-1,6-2,4-1) |
| 4 juli | 18:00 | Rusland   | Italië    | 6-12    | (1-1,2-2,1-5,2-4) |
| 5 juli | 9:30  | Macedonië | Servië    | 6-23    | (1-7,1-6,2-4,2-6) |
| 5 juli | 12:30 | Duitsland | Rusland   | 13-4    | (3-1,2-0,5-2,3-1) |
| 5 juli | 18:00 | Roemenië  | Italië    | 7-12    | (0-4,2-3,3-2,2-3) |
| 6 juli | 9:30  | Rusland   | Macedonië | 9-9     | (1-2,4-2,3-5,1-0) |
| 6 juli | 11:00 | Servië    | Roemenië  | 6-6     | (1-2,2-1,2-2,1-1) |
| 6 juli | 19:30 | Italië    | Duitsland | 12-6    | (2-1,1-1,4-2,5-2) |
| 7 juli | 9:30  | Roemenië  | Duitsland | 4-8     | (1-2,2-1,0-3,1-2) |
| 7 juli | 12:30 | Macedonië | Italië    | 5-11    | (1-4,2-2,1-2,1-3) |
| 7 juli | 18:00 | Servië    | Rusland   | 11-6    | (5-1,1-2,2-1,3-2) |
| 8 juli | 11:00 | Duitsland | Macedonië | 7-5     | (1-1,2-1,1-1,3-2) |
| 8 juli | 12:30 | Rusland   | Roemenië  | 10-14   | (4-3,4-3,1-6,1-2) |
| 8 juli | 19:30 | Italië    | Servië    | 8-11    | (2-2,3-1,3-5,0-3) |

| Groep B |           |             |             |             |             |            |            |            |        |
| #       | Land      | Wedstrijden | Wedstrijden | Wedstrijden | Wedstrijden | Doelpunten | Doelpunten | Doelpunten | Punten |
| #       | Land      | G           | W           | G           | V           | V          | T          | Saldo      | Punten |
| 1       | Servië    | 5           | 4           | 1           | 0           | 68         | 31         | +37        | 13     |
| 2       | Italië    | 5           | 4           | 0           | 1           | 55         | 35         | +20        | 12     |
| 3       | Duitsland | 5           | 3           | 0           | 2           | 39         | 42         | -3         | 9      |
| 4       | Macedonië | 5           | 1           | 1           | 3           | 35         | 56         | -21        | 4      |
| 5       | Roemenië  | 5           | 1           | 1           | 3           | 37         | 46         | -9         | 4      |
| 6       | Rusland   | 5           | 0           | 1           | 4           | 35         | 59         | -24        | 1      |

## Kwartfinale ronde

### 7e/12e plaats
| Datum  | Tijd  | Land        | Land     | Uitslag | Periode           |
| ------ | ----- | ----------- | -------- | ------- | ----------------- |
| 9 juli | 16:30 | Griekenland | Rusland  | 4-9     | (0-1,2-2,1-3,1-3) |
| 9 juli | 18:00 | Slowakije   | Roemenië | 6-7     | (1-2,3-1,1-2,1-2) |

### Kwartfinales
| Datum  | Tijd  | Land      | Land      | Uitslag | Periode           |
| ------ | ----- | --------- | --------- | ------- | ----------------- |
| 9 juli | 19:30 | Hongarije | Duitsland | 14-8    | (5-2,2-1,4-3,3-2) |
| 9 juli | 21:00 | Kroatië   | Italië    | 8-7     | (4-2,0-0,3-2,1-3) |

## Halve Finale ronde

### 7e/10e plaats
| Datum   | Tijd  | Land     | Land      | Uitslag | Periode                   |
| ------- | ----- | -------- | --------- | ------- | ------------------------- |
| 11 juli | 16:30 | Rusland  | Macedonië | 11-13   | (2-3,2-3,2-2,4-2,0-1,1-2) |
| 11 juli | 18:00 | Roemenië | Spanje    | 7-9     | (2-3,1-3,1-1,3-2)         |

### Halve Finales
| Datum   | Tijd  | Land      | Land       | Uitslag | Periode                   |
| ------- | ----- | --------- | ---------- | ------- | ------------------------- |
| 11 juli | 19:30 | Kroatië   | Montenegro | 7-9     | (2-1,2-3,2-2,1-3)         |
| 11 juli | 21:00 | Hongarije | Servië     | 7-8     | (0-0,1-3,3-1,3-3,0-1,0-0) |

## Plaatsingsronde

### 11e/12e plaats
| Datum   | Tijd  | Land        | Land      | Uitslag | Periode           |
| ------- | ----- | ----------- | --------- | ------- | ----------------- |
| 11 juli | 12:30 | Griekenland | Slowakije | 14-8    | (3-3,2-1,4-2,5-2) |

### 9e/10e plaats
| Datum   | Tijd | Land    | Land     | Uitslag | Periode           |
| ------- | ---- | ------- | -------- | ------- | ----------------- |
| 12 juli | 9:30 | Rusland | Roemenië | 6-11    | (0-2,1-2,3-4,2-3) |

### 7e/8e plaats
| Datum   | Tijd  | Land      | Land   | Uitslag | Periode           |
| ------- | ----- | --------- | ------ | ------- | ----------------- |
| 12 juli | 11:00 | Macedonië | Spanje | 5-15    | (2-5,1-2,1-4,1-4) |

### 5e/6e plaats
| Datum   | Tijd  | Land      | Land   | Uitslag | Periode           |
| ------- | ----- | --------- | ------ | ------- | ----------------- |
| 12 juli | 12:30 | Duitsland | Italië | 7-9     | (2-3,3-2,1-2,1-2) |

## Bronzen Finale
| Datum   | Tijd  | Land    | Land      | Uitslag | Periode                   |
| ------- | ----- | ------- | --------- | ------- | ------------------------- |
| 13 juli | 19:30 | Kroatië | Hongarije | 14-15   | (1-3,4-2,5-5,3-3,1-0,0-2) |

## Finale
| Datum   | Tijd  | Land       | Land   | Uitslag | Periode                   |
| ------- | ----- | ---------- | ------ | ------- | ------------------------- |
| 13 juli | 21:00 | Montenegro | Servië | 6-5     | (2-1,0-3,2-0,1-1,1-0,0-0) |

## Eindrangschikking
| Goud   | Montenegro  |
| Zilver | Servië      |
| Brons  | Hongarije   |
| 4      | Kroatië     |
| 5      | Italië      |
| 6      | Duitsland   |
| 7      | Spanje      |
| 8      | Macedonië   |
| 9      | Roemenië    |
| 10     | Rusland     |
| 11     | Griekenland |
| 12     | Slowakije   |

Europees kampioenschap waterpolo mannen

1926 · 
1927 · 
1931 · 
1934 · 
1938 · 
1947 · 
1950 · 
1954 · 
1958 · 
1962 · 
1966 · 
1970 · 
1974 · 
1977 · 
1981 · 
1983 · 
1985 · 
1987 · 
1989 · 
1991 · 
1993 · 
1995 · 
1997 · 
1999 · 
2001 · 
2003 · 
2006 · 
2008 · 
2010 · 
2012 · 
2014 · 
2016 · 
2018 · 
2020 · 
2022 · 
2024
Europees kampioenschap waterpolo vrouwen

1985 · 
1987 · 
1989 · 
1991 · 
1993 · 
1995 · 
1997 · 
1999 · 
2001 · 
2003 · 
2006 · 
2008 · 
2010 · 
2012 · 
2014 · 
2016 · 
2018 · 
2020 · 
2022 · 
2024